# Supercoppa d'Islanda 2009
La Meistarakeppni karla 2009 è  stata la 38ª edizione di tale competizione. Si è disputata il 4 maggio 2009. La sfida ha visto contrapposte l'FH Hafnarfjörður, vincitore del campionato e il KR Reykjavík trionfatore nella coppa nazionale.
Ad aggiudicarsi il trofeo è stato l'FH Hafnarfjörður per la terza volta nella sua storia.

## Tabellino
| 3 maggio 2009, ore 18:30                                                           | FH Hafnarfjörður | 3 – 1 referto | KR Reykjavík | Kórinn |
| \| \| \| \| \| Guðmundsson 28’ 36’ Sverrisson 58’ \| Marcatori \| 77’ Sævarsson \| |                  |               |              |        |
|                                                                                    |                  |               |              |        |
| Guðmundsson 28’ 36’ Sverrisson 58’                                                 | Marcatori        | 77’ Sævarsson |              |        |